# Goudkruinvink
De goudkruinvink (Pyrrhoplectes epauletta) is een zangvogel uit de familie Fringillidae (vinkachtigen).

## Verspreiding en leefgebied
Deze soort komt voor in de bergwouden van noordelijk India tot zuidwestelijk China, zuidoostelijk Tibet en noordelijk Myanmar.